# The Manchester Man (film)
The Manchester Man er en britisk stumfilm fra 1920 af Bert Wynne.

## Medvirkende
- Hayford Hobbs - Jabez Clegg
- Aileen Bagot - Augusta Ashton
- Joan Hestor - Bess Clegg
- Warwick Ward - Aspinall
- A. Harding Steerman - Mr Ashton
- Dora De Winton - Mrs Ashton
- Hubert Willis - Simon Clegg
- William Burchill - Reverend Jotty Brooks
- Charles Pelly - Kit
- Cecil Calvert